# (26806) 1982 KX1
1982 كي أكس 1 (ويعرف أيضًا باسم (26806) 1982 كي أكس 1 وفق تسمية الكوكب الصغير) (بالإنجليزية: 1982 KX1)‏ هو كويكب ضمن حزام الكويكبات؛ وترتيبه 26806 من حيث الاكتشاف.
اكتُشف هذا الجُرم الفلكي بواسطة Hiroki Kosai ‏ في 22 مايو 1982.

## وصلات خارجية
- (26806) 1982 KX1 في قاعدة بيانات مختبر الدفع النفاث لأجرام النظام الشمسي الصغيرة

- الاكتشاف · مخطط المدار ·  العناصر المدارية · المعلمات المادية

- (26806) 1982 KX1 على موقع ويكي سكاي: DSS2, SDSS, GALEX, IRAS, Hydrogen α, X-Ray, Astrophoto, Sky Map, Articles and images